# The List
The List is de 167e aflevering (#1114) en de veertiende aflevering van het elfde seizoen van de Amerikaanse animatieserie South Park. Deze aflevering werd in Amerika voor het eerst uitgezonden op 14 november 2007 op Comedy Central.

## Verhaal
De meisjes maken lijstjes waarop ze de jongens beoordelen, van schattigst tot lelijkst. Als de jongens de lijst stelen en ze met de resultaten geconfronteerd worden, blijken die niet voor iedereen even makkelijk te accepteren. Echter, Kyle is tot lelijkst gekozen. Kyle is verdrietig en wordt nagewezen (vooral door Cartman) omdat hij de lelijkste is, en Clyde kan ieder meisje krijgen dat hij maar wil, heeft telkens een ander vriendinnetje, en wordt vreselijk arrogant.
Kyle, verdrietig omdat hij het lelijkst is, dreigt de school in brand te steken. De geest van Abraham Lincoln probeert hem ervan te overtuigen dat populariteit niet alles is en dat mensen die alles maar komt aanwaaien daar alleen maar verwaand van worden en niet leren hard te werken voor succes. Kyle ziet dit niet in en blijft bij zijn plan. Stan en Wendy willen de lijst laten aanpassen maar stuiten op een muur van bureaucratische tegenwerking bij de meisjes: de lijst is al goedgekeurd en kan niet zomaar worden gewijzigd.
Intussen hebben Stan en Wendy ontdekt dat de lijst nep is, en dat Clyde alleen eerste stond omdat z'n vader in de schoenenwinkel werkt: ieder meisje dat Clyde's vriendinnetje is, krijgt nieuwe modieuze schoenen. Kyle, die op het punt stond om de school in brand te steken werd tegengehouden door Stan en Wendy. Bebe, het brein achter het plan volgt Wendy en Stan en dreigt met een pistool. Stan houdt haar tegen, het pistool gaat af, en de verdwaalde kogel doodt Kenny (die een heel eind verderop zit te eten en verder geen enkele rol in het verhaal speelt). Babe wordt door de gearriveerde politie gearresteerd, en Wendy zegt dat ze het leuk vindt met Stan samen te werken. Even lijkt er weer wat op te bloeien maar bij Stan slaan de zenuwen weer toe en hij kotst over Wendy heen.

## De lijst
De "corrupte" lijst zag er als volgt uit. De echte lijst werd nooit getoond. Er werd wel in de laatste scène, die verwijderd werd, bevestigd dat Cartman op de laatste plaats stond.
1. Clyde
2. Token
3. Stan
4. Bradley
5. Jason
6. Leroy
7. Kenny
8. Tweek
9. Kevin
10. Jimmy
11. Butters
12. Craig
13. Timmy
14. Francis
15. Cartman
16. Kyle

## Kenny's dood
Voor het eerst sinds de aflevering Best Friends Forever, nummer 904, gaat Kenny weer dood, als Wendy en Bebe op het dak van de school vechten om een pistool, gaat het wapen af. Echter, niemand van de aanwezigen (Kyle en Stan zijn er ook) is geraakt. De kogel is weggevlogen naar Kenny's huis. Hij zit te eten. De kogel vliegt door het keukenraam, gaat door zijn hoofd en Kenny valt dood op zijn bord.